# Rhinella bella
Rhinella bella — вид жаб родини ропухових (Bufonidae). Описаний у 2024 році.

## Поширення
Ендемік Еквадору. Мешкає на західних схилах Анд.

## Назва
Назва виду на латині означає «красивий».